# Eubaphe biseriata
Eubaphe biseriata är en fjärilsart som beskrevs av Herrich-Schäffer 1855. Eubaphe biseriata ingår i släktet Eubaphe och familjen mätare. Inga underarter finns listade i Catalogue of Life.